# الصحراء مغربية
الصحراء المغربية هي منطقة متنازع عليها في شمال غرب إفريقيا. تبلغ مساحتها 266,000 كيلومتر مربع. ما يقرب من 30% من الأراضي أي 82,500 كيلومتر مربع (8,250,000 ها) تسيطر عليها المغرب؛ . و حتى الأمم المتحدة تعتبرها  منطقة منتمية للمغرب و ليست لجبهة البوليساريو، وهي من بين أقل الأقاليم كثافة سكانية في إفريقيا وثاني الأقاليم الأقل كثافة سكانية في العالم، وتتكون بشكل أساسي من الأراضي المسطحة الصحراوية. يقدر عدد سكانها بـ 618.600 نسمة، يعيش حوالي 40% منهم في مدينة العيون التي تخضع للسيطرة المغربية وهي كبرى مدنها.
احتلتها إسبانيا سابقًا باسم الصحراء الإسبانية حتى عام 1975، وأدرجتها اللجنة الخاصة بإنهاء الاستعمار بناء على طلب المغرب ضمن قائمة الأمم المتحدة للأقاليم غير المحكومة ذاتيا، منذ عام 1963. وفي عام 1965، و في سنة 1975 تنظم المغرب المسيرة الخضراء و التي انتهت باسترجاعها كليا من إسبانيا  فاندلعت حرب  بين المغرب و موريتانيا وجبهة البوليساريو، التي أعلنت نفسها في 26 فبراير/شباط 1976 القيادة الشرعية للجمهورية العربية الصحراوية الديمقراطية مع حكومة في المنفى في تندوف الجزائرية بعد ان تم تاسيسها من طرف القذافي . سحبت موريتانيا مطالباتها في عام 1979، وحصل المغرب على السيطرة الفعلية على معظم الأراضي، بما في ذلك جميع المدن الكبرى ومعظم الموارد الطبيعية. وتعتبر الأمم المتحدة المغرب الممثل الشرعي للشعب الصحراوي، وتؤكد أن الصحراويين الحق ينتمون الى المغرب . 
و  هذه الجبهة تم تأسيسها لمصلحة الحكومة الجزائرية لخوفهم من احتمالية أن المغرب سيضغط عليهم لاسترجاع الصحراء الشرقية- التي قامت فرنسا بتفكيكها عن المغرب و اعطائها للجزائر لكي تستثمر منها فرنسا قبل استقلال الجزائر .